# Blacus javensis
Blacus javensis är en stekelart som beskrevs av Van Achterberg 1976. Blacus javensis ingår i släktet Blacus, och familjen bracksteklar. Inga underarter finns listade.